# Volta a Llombardia 1950
La Volta a Llombardia 1950 fou la 44a edició de la Volta a Llombardia. Aquesta cursa ciclista organitzada per La Gazzetta dello Sport es va disputar el 22 d'octubre de 1950 amb sortida i arribada a Milà després d'un recorregut de 222 km.
L'italià Renzo Soldani (Thomann-Riva sport) s'emporta la prova per davant dels seus compatriotes Antonio Bevilacqua (Wilier-Triestina) i Fausto Coppi (Bianchi-Ursus).

## Classificació general
|    | Ciclista                 | Equip              | Temps      |
| -- | ------------------------ | ------------------ | ---------- |
| 1  | Renzo Soldani (ITA)      | Thomann-Riva sport | 5h 49' 40" |
| 2  | Antonio Bevilacqua (ITA) | Wilier-Triestina   | m. t.      |
| 3  | Fausto Coppi (ITA)       | Bianchi-Ursus      | m. t.      |
| 4  | Donato Zampini (ITA)     | Ganna              | m. t.      |
| 5  | Ferdi Kübler (SUI)       | Tebag              | + 39"      |
| 6  | Oreste Conte (ITA)       | Bianchi-Ursus      | m. t.      |
| 7  | Alfo Ferrari (ITA)       | Frejus             | m. t.      |
| 8  | Giuseppe Minardi (ITA)   | Legnano            | m. t.      |
| 9  | Virgilio Salimbeni (ITA) | Legnano            | m. t.      |
| 10 | Angelo Conterno (ITA)    | G.S. Covolo        | m. t.      |